# 大阪商船

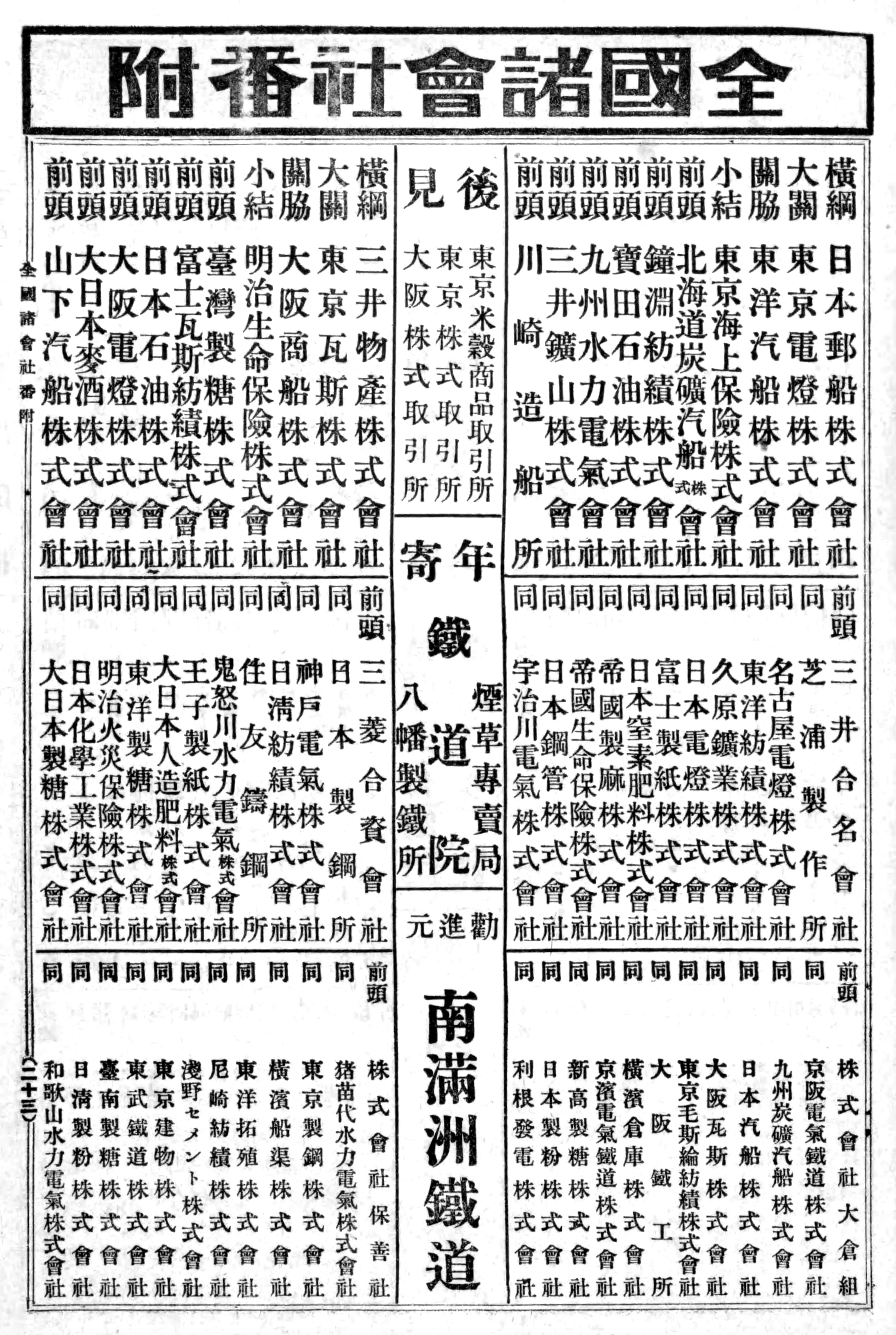
全国諸会社番付(大正12年)。関脇として掲載される。

大阪商船株式会社（おおさかしょうせん）は、かつて存在した日本の海運会社である。1964年（昭和39年）4月、三井船舶株式会社と合併し、大阪商船三井船舶株式会社（現・株式会社商船三井）となった。
海外ではO.S.K. LINES（Osaka Shosen Kaisha Lines）の愛称で親しまれていた。

## 歴史

### 群小乱立
1869年（明治2年）、明治政府は平民の船舶保有を解禁、翌1870年（明治3年）には商船規則を発布して西洋型船舶の取得を奨励、これを受けて各藩や菱屋、播磨屋、鴻池組や三菱商会などが商船を取得、日本各地と大阪や東京を結ぶ海運を開始。1877年（明治10年）、西南戦争により阪神九州間の輸送量が飛躍的に増加、しかし業界最大手の三菱は所有船舶の大半を御用船（徴用）にとられたため、船腹が不足、その機に乗じて70社以上の商船会社が瀬戸内航路に誕生。戦争終結後は当然ながら船腹過剰となり、熾烈な競争の結果、事故も頻発したため、1880年（明治13年）、大阪府ほか13県の指導により航路同盟が締結、取締会社として同盟汽船取扱会社が設立した。

### 大阪商船誕生

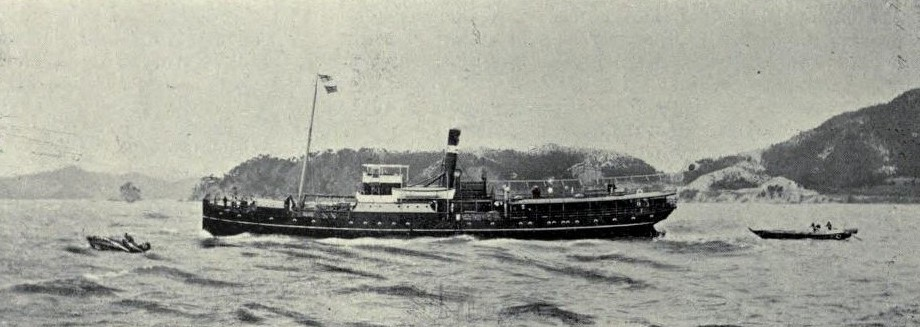
天竜丸

しかしいったんは止んだ競争はたちまち再燃、中小の海運会社は立ち行かなくなり、船の整備費用も出せない状態となった。1882年（明治15年）に入ると事態打開のため、大阪富豪である住友財閥の総理人、広瀬宰平を長とする大連合の結成が進められた。しかしいざ連合となると個々の船主の利害が衝突してなかなかまとまらず、さらに連合後の会社運営の問題で創立委員会と船主までが対立、一時は事態が完全に行き詰まり、東京から船舶の査定のために派遣されていた官吏が引き上げるといった騒ぎまで起きたが、広瀬宰平ら創立委員や地方庁が奔走して事態を収拾させた。
そして1884年（明治17年）5月1日、大阪府下北区富島町14番地に本店を構え、参加船主55名、船舶93隻、資本金120万円、18本線4支線、地上勤務100余名と海員1000余名により、ついに有限会社大阪商船会社が誕生、この日、伊万里行き「豊浦丸」、細島行き「佐伯丸」、広島行き「太勢丸」、尾道行き「盛行丸」、坂越行き「兵庫丸」の木造汽船5隻が大阪を出港した。
その後も出港早々に大阪商船に参加しなかった船主と競争、不振航路の問題、船舶の疲弊・老朽化など問題は尽きなかったが、競争で対立船主を破り、航路の整理を行ない、政府助成金を得て、日本初の鋼船である「加茂川丸」や、3連レシプロ機関を搭載した「宇治川丸」など優良船舶を建造、着実に地歩を固めていった。
しかしながら政府助成金に関しては「命令航路」が組みとなっていたため、経営陣と株主の間で再び対立が発生、これにより創立委員長だった広瀬頭取は辞職、後を継いだ河原頭取の活躍で事態を収拾させた。

### 内海から近海へ
結成に反対していた対立船主を破ったのものの、今度は共栄社（徳山）や宇和島運輸（宇和島）、共同組（大阪）、日本共立汽船（和歌山）、阿波国共同汽船（徳島）、伊予汽船（愛媛）、土佐郵船（高知）などが瀬戸内海の海運に参入、大阪商船結成前を思わせるような大乱立となる。
1889年（明治22年）、競争に疲弊した各社が協定を結ぶこととなり、翌1890年（明治23年）8月には大阪発航の中国航路の運賃の合併計算が開始、1891年（明治24年）3月には九州航路や大阪港以外の諸港にも拡大、1893年（明治26年）には同盟組織を拡大し、関西汽船同盟（のちの関西汽船）が結成された。
また1893年（明治26年）7月の商法会社編施工に伴い、12月31日には会社機構を改め、大阪商船株式会社とした。
航路協定により後顧の憂いが無くなった大阪商船は、1890年（明治23年）7月、初の海外航路である大阪釜山線（大阪/神戸-釜山）を開設、続いて1893年（明治26年）3月に大阪仁川線（大阪/神戸-仁川）、6月には大阪鎮南浦線（大阪/神戸-鎮南浦）を開設。瀬戸内の地方汽船会社から国際海運会社として最初の一歩を踏み出した。

### 日清日露戦争と海運興隆
1894年（明治27年）、日清戦争が勃発すると大阪商船も32隻1万2千総トンと保有船舶の過半数が徴用された。このうち「木曽川丸」は豊島沖海戦に追従し、その勝報を逸早く伝えたことで知られている。日清戦争の勝利で資金と信用、国際競争力を得た日本政府は商船隊の拡充を計画。1896年（明治29年）には航海奨励法および造船奨励法が施行され、日本郵船は欧州航路、米州航路、豪州航路を開設、1898年（明治31年）には浅野回漕部が改組した東洋汽船が北米航路を開設、日の丸商船隊の飛躍が始まった。海運興隆の風潮を受け、大阪商船も1896年（明治29年）に大阪台湾線（大阪/神戸-基隆/高雄）、大阪大連線（大阪/神戸-大連）、1898年（明治31年）に上海漢口線（大阪/神戸-上海/漢口）、1899年（明治32年）大阪天津線（大阪/神戸-天津）、1900年（明治33年）台湾香港線（大阪/神戸-基隆/福州/香港）と日本の権益拡大に追従する形で航路の拡張が行われ、また国内にあっては、1900年（明治33年）に日本共立汽船を買収し、伊勢湾を勢力下に納めた。
また1900年（明治33年）5月に発生した北清事変の影響で日本の大陸における権益がさらに拡大すると、大阪商船も近海航路の増強に努め、ダグラス汽船を台湾から放逐するなど積極的な活動を展開した。
そして1904年（明治37年）日露戦争が勃発。建国以来希有の国難で徴用された船舶は266隻67万トン、大阪商船は「平壌丸」以下73隻7万8千総トンを提供。そのうち「愛国丸」は第3回旅順港閉塞作戦に使用され沈没、「太田川丸」「舞子丸」も触雷するなどの損害を被った。しかしながら戦争による船腹不足と戦後の権益拡大により船列は飛躍的に増強され、日露戦争後の1906年（明治39年）にはウラジオストク線（小樽/新潟-ウラジオストク）を開設し、日本郵船に次ぐ第二の海運会社としての地位を揺るぎ無いものとした。

### 内海から遠洋へ

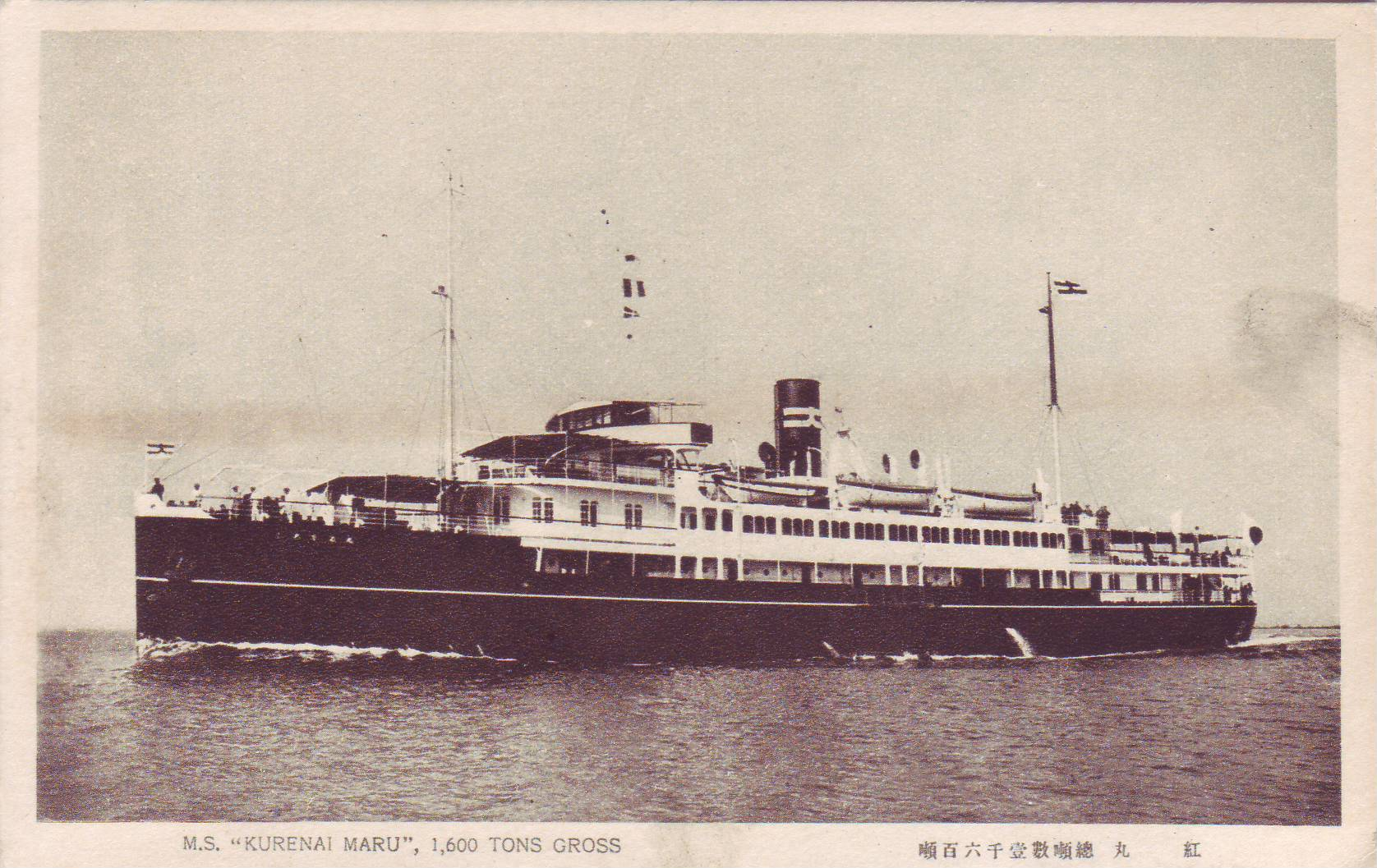
くれなゐ丸

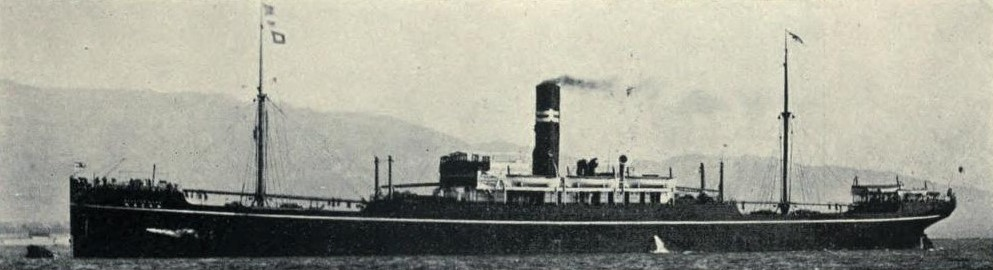
たこま丸（初代）

1907年（明治40年）に入ると、日露戦争後の反動で事態は急変し、日本経済は停滞したが、大阪商船はあくまで積極路線を進むことを決意、土佐商船などを買収し内地航路の整備を開始、同年8月には資本金の4分の1を割って内航部を設立、大阪別府線（大阪/神戸-別府）、大阪沖縄線（大阪/神戸-名瀬/那覇）、北海道樺太線（大阪/神戸-門司-新潟-小樽-大泊）などが開設された。この大阪別府線については、1912年（明治45年）より「紅丸」が、さらに1924年（大正13年）より就航した「くれなゐ丸」がその客室の豪華さで多くの旅客を呼込み、別府温泉が一大観光地となる一役を担った。
近海航路でも「櫻丸」「亞米利加丸（初代）」など優秀船舶を次々と投入、釜山大連線（釜山-長崎-大連）、大阪清津線（大阪/神戸-清津）、ウラジオストク直航線（敦賀-ウラジオストク）を開設、また日清汽船や朝鮮郵船といった現地企業の設立にも積極的に参与した。
内地、近海での基盤を確保した大阪商船は念願の遠洋航路開設にとりかかり、1907年（明治40年）1月より最大の保有船である「桑取丸」「襟裳丸」「新竹丸」「室蘭丸」など4500トン級の貨物船を使用して北米、南洋（東南アジア）への不定期運航を開始した。
そして1909年（明治42年）7月、大陸横断鉄道であるシカゴ・ミルウォーキー＆セントポール鉄道と提携に成功し、香港タコマ線（香港-神戸-シアトル/タコマ）の開設に至った。この航路開設に大阪商船が投じた費用は新造船「たこま丸（初代）」型6000トン級6隻の建造費を含め、資本金の3分の1にあたる650万円に達し、社運をかけた大事業であった。さらに1913年（大正2年）にはボンベイ線（横浜/神戸-シンガポール-ボンベイ）を開始、極東の一海運会社から世界の海運会社へと発展を遂げた。

### 第一次世界大戦

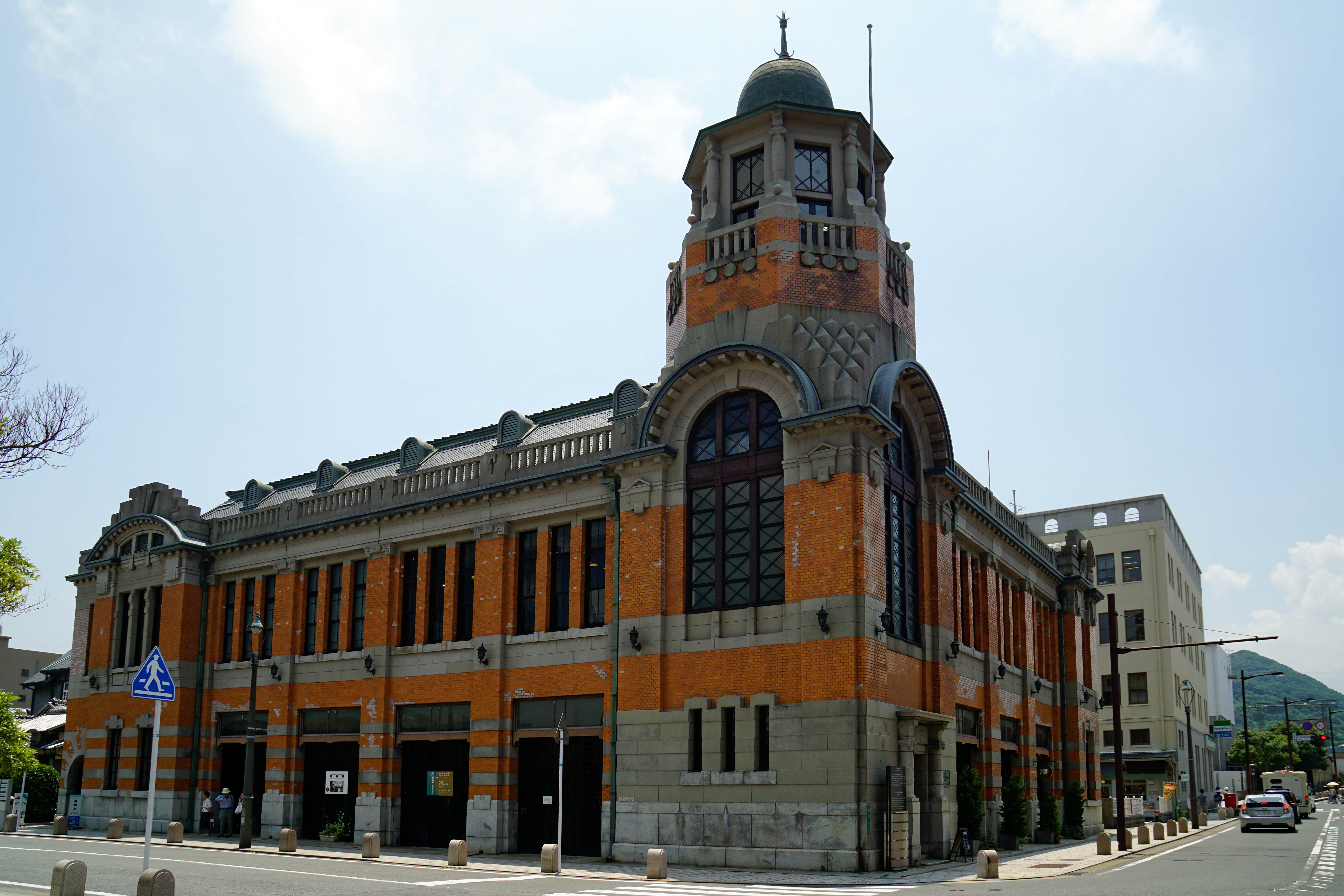
大阪商船門司支店（1917-1964年）

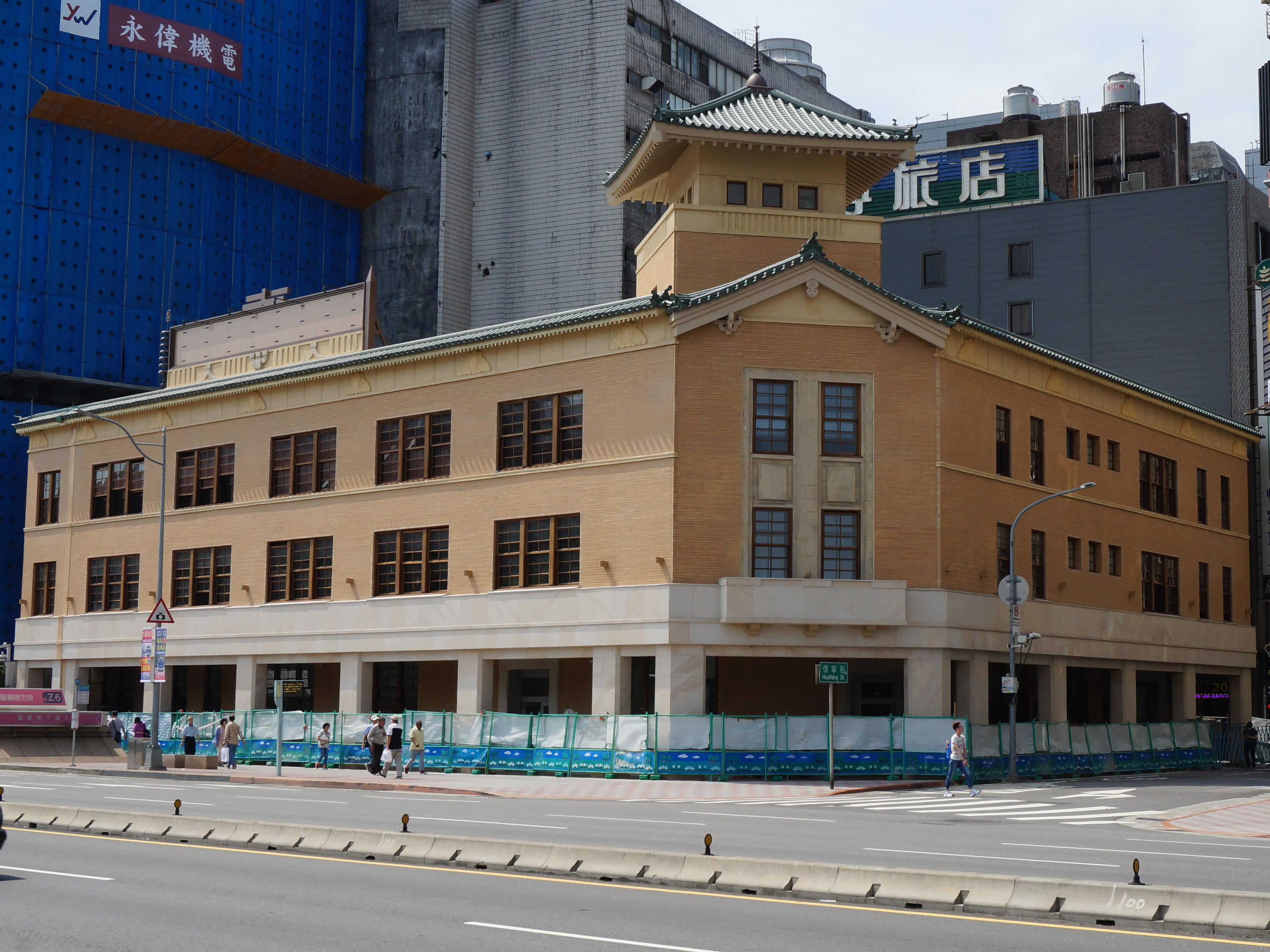
大阪商船台北支店（1937-1944年）

1914年（大正3年）7月28日、オーストリアがセルビアに宣戦を布告、これが引き金となりヨーロッパ全土に戦火が拡大、第一次世界大戦が勃発した。
日本も同年8月にドイツに宣戦を布告し、青島攻略や地中海に艦隊を派遣、1918年（大正7年）のチェコスロバキア軍救出作戦（シベリア出兵）などに参加、地中海やインド洋でドイツの通商破壊の犠牲となった船舶もあるが、戦争特需により日本の海運業は活況を呈し、開戦時は世界6位の海運国だったのが停戦時には3位まで浮上した。
大阪商船もこの機会を逃さず、1914年（大正3年）青島陥落に伴い大阪青島線（大阪/神戸-青島）、1915年（大正4年）にサンフランシスコ線（神戸/横浜-サンフランシスコ）、横浜香港線（横浜/神戸-香港）、1916年（大正5年）に豪州航路、南米航路、1918年（大正7年）にスマトラ線（神戸-シンガポール/パレンバン）と次々と航路を開設、世界的な船腹不足を背景に、アジアや欧州など強固な航路同盟が存在する航路にも食い込んでいった。

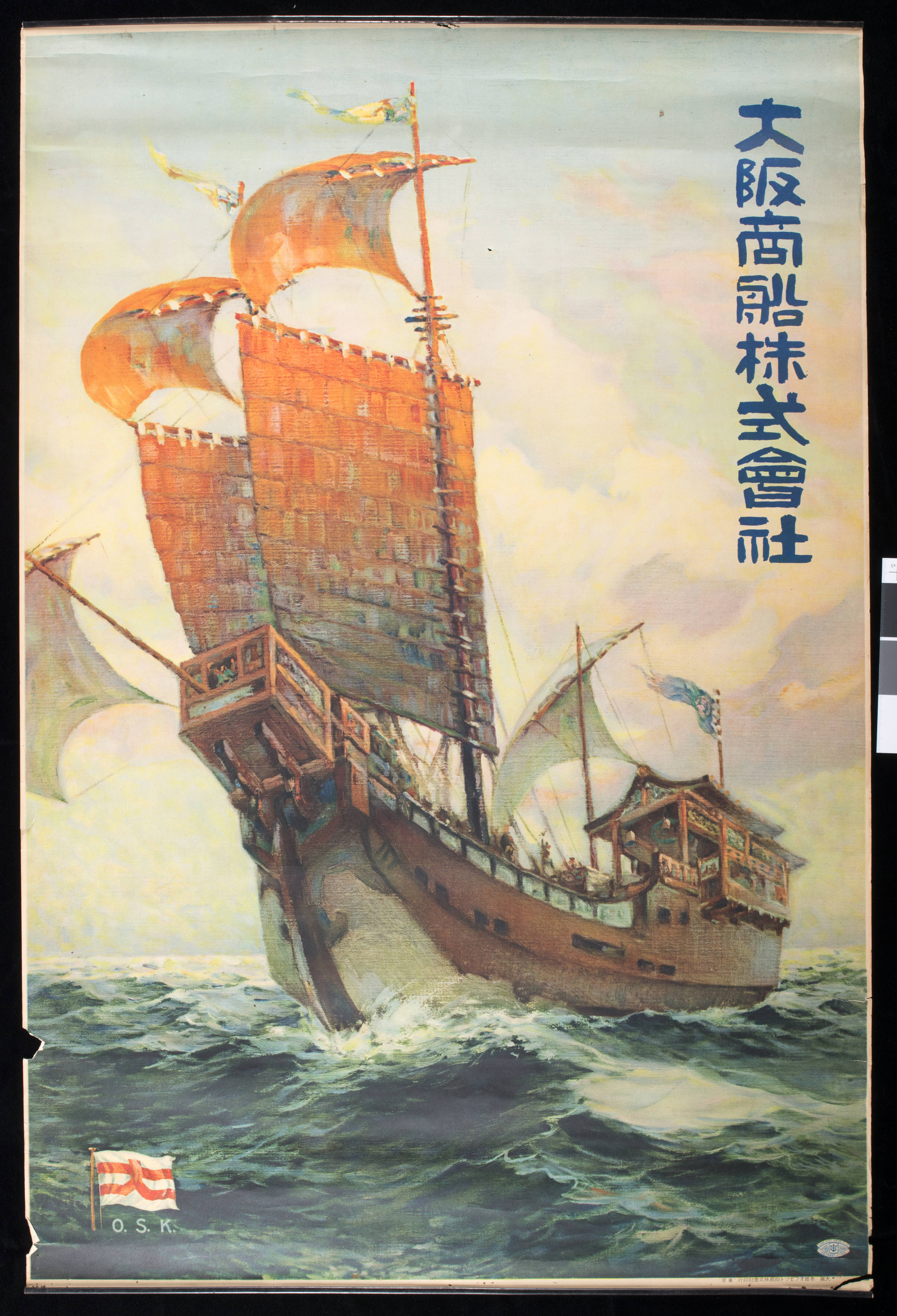
OSKポスター (1916年)

一方、内地航路は1914年（大正3年）、樺太庁の指導で設立した北日本汽船に北海道樺太線を移譲、同年末には摂陽商船を設立し、大阪湾内の各線を譲渡するなど、航路の整理を行った。

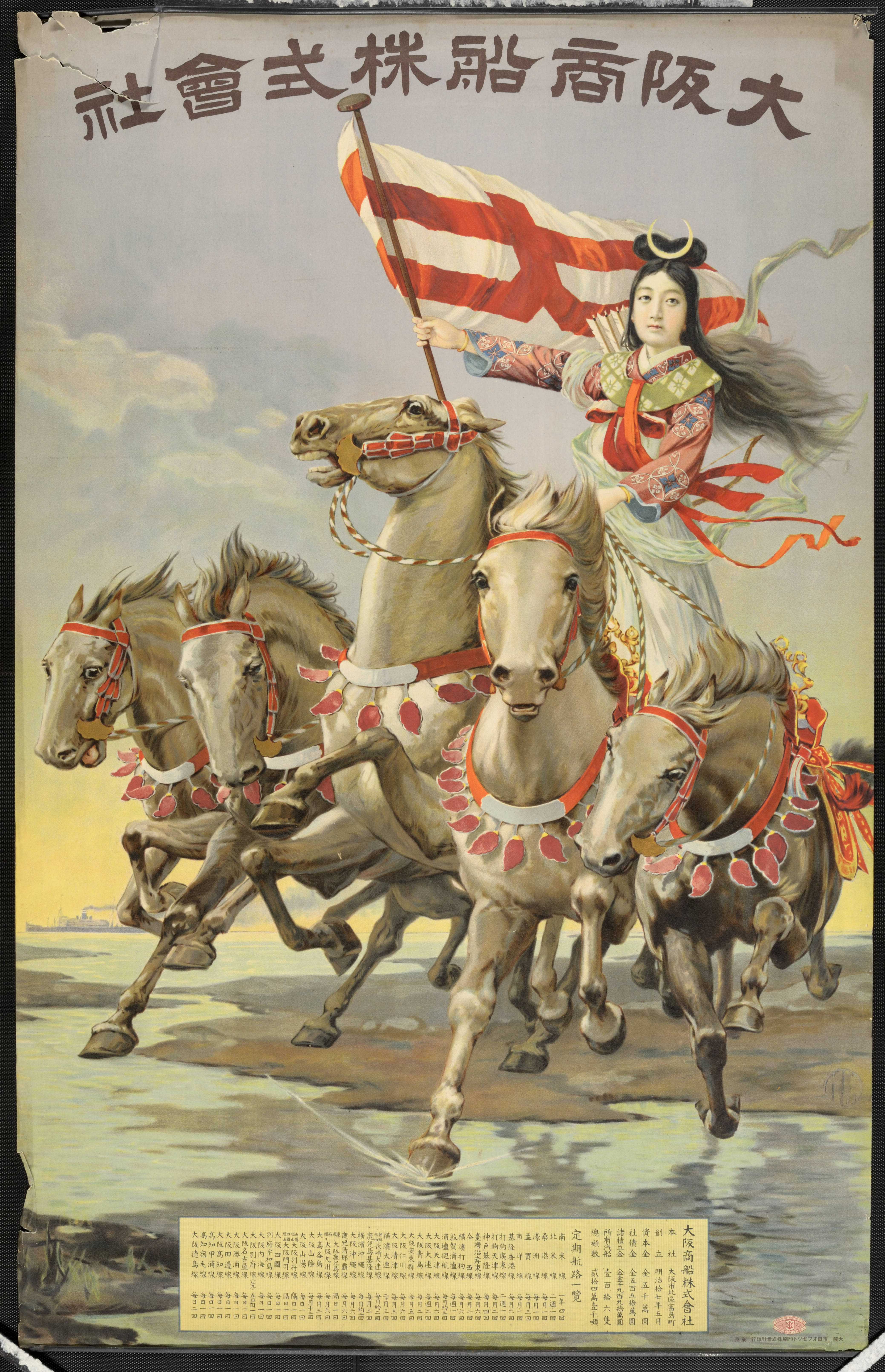
OSKポスター (1918年)

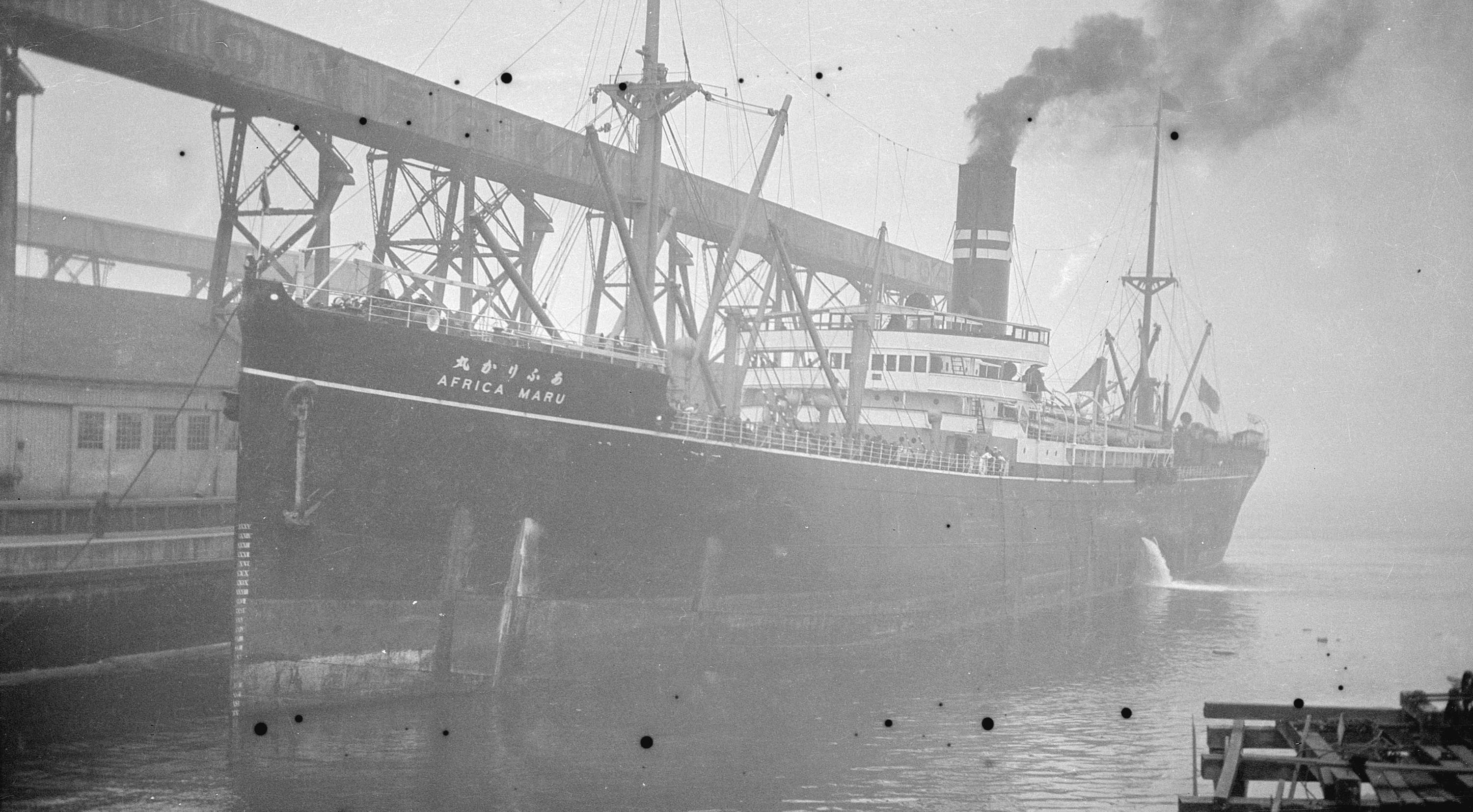
ブラジルへの日本人移民を運んだあふりか丸

1916年（大正5年）2月2日、大阪商船所属の「大仁丸」が、香港沖でイギリス船「臨安号」と衝突して沈没。死者137人を出す海難事故となった。1919年（大正8年）6月、第一次世界大戦が終結し、戦後恐慌が日本を襲うが、大阪商船は停戦前の1918年（大正7年）4月に欧州航路初の定期線としてボンベイ・マルセイユ線（横浜/神戸-ボンベイ-スエズ-マルセイユ）、ボンベイ・ジェノバ線（横浜/神戸-ボンベイ-スエズ-ジェノバ）の2線を開設、12月には横浜ロンドン線（横浜/神戸-シンガポール-スエズ-ロンドン）を開設、さらにこれを横浜欧州線と改名し、アントワープやロッテルダムに進出、1919年（大正8年）には香港ニューオーリンズ線（香港-神戸/横浜-パナマ-ニューオーリンズ）、台湾シンガポール線（神戸-基隆-シンガポール）、台湾アモイ線（神戸-基隆-アモイ）、1920年（大正9年）には横浜欧州線を日本欧州線と改名し、ハンブルクまで進出、ニューヨーク線（香港-神戸/横浜-パナマ-ニューヨーク）、ジャワ・カルカッタ線（横浜/神戸-バタビア-カルカッタ）を開設するなど、あくまで強気の姿勢で航路拡大を図っていった。

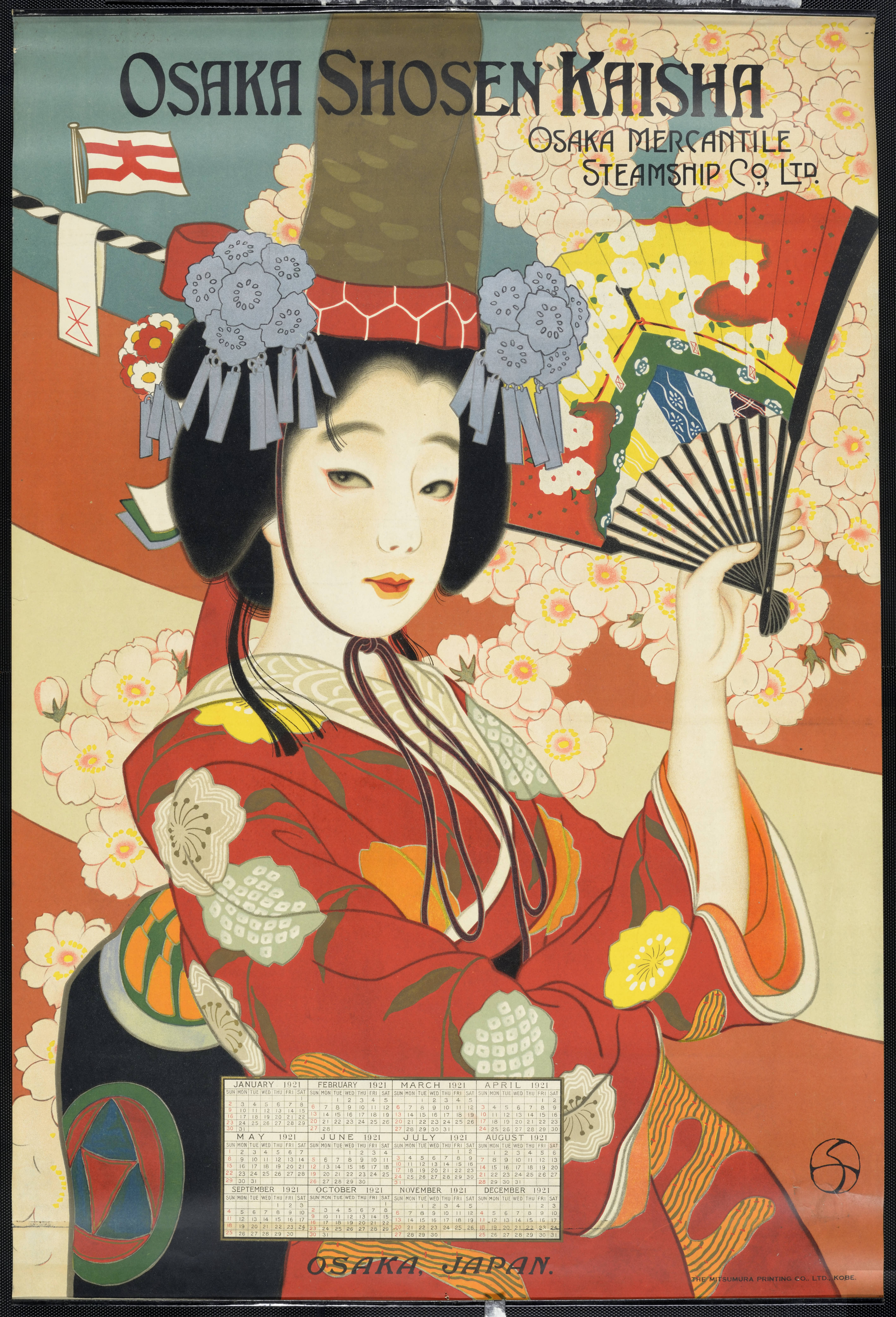
OSKポスター (1921年)

### ダイビル建設と郵商協約

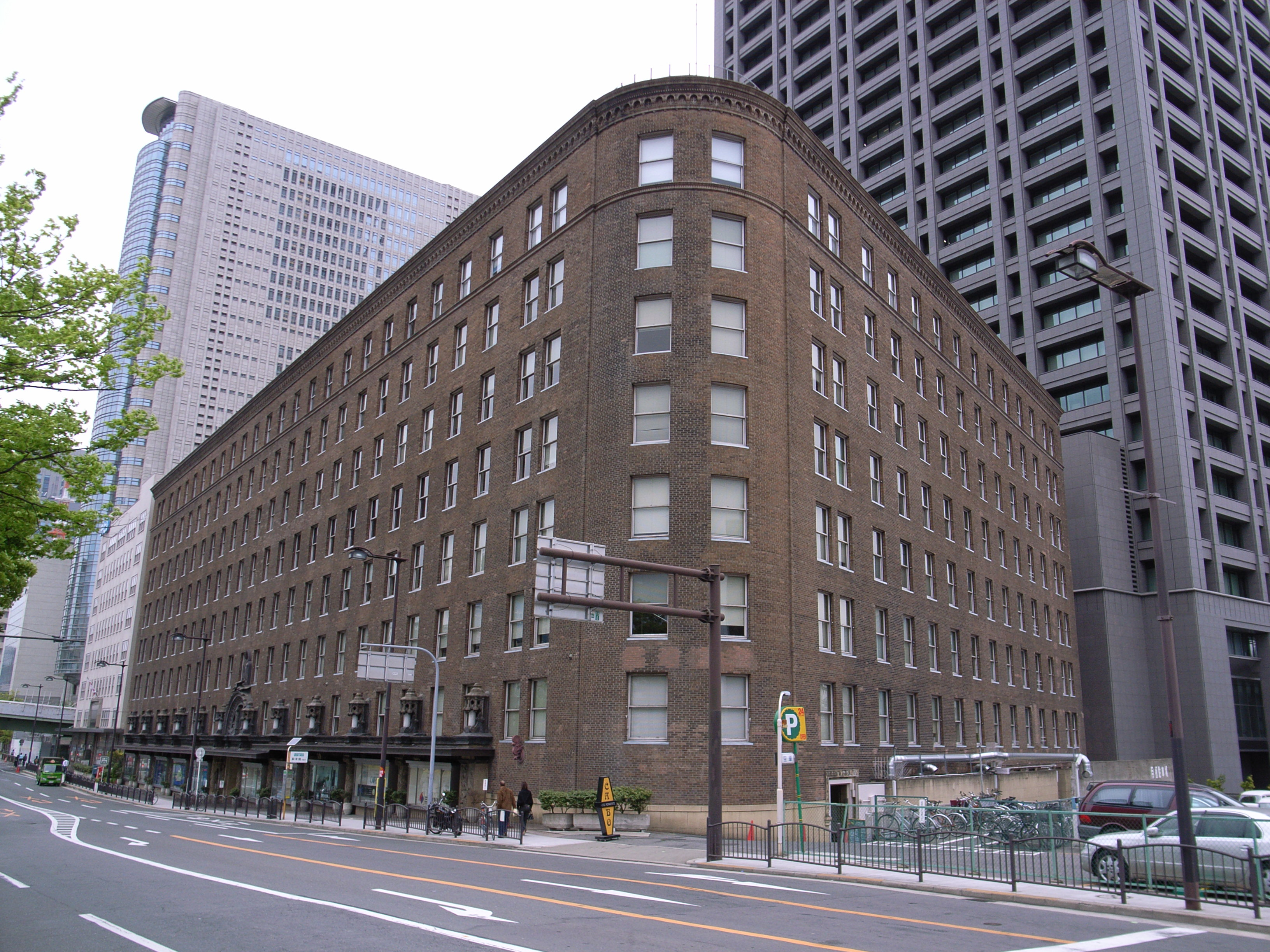
大阪商船本店（大阪ビルヂング）
（1925-1964年）

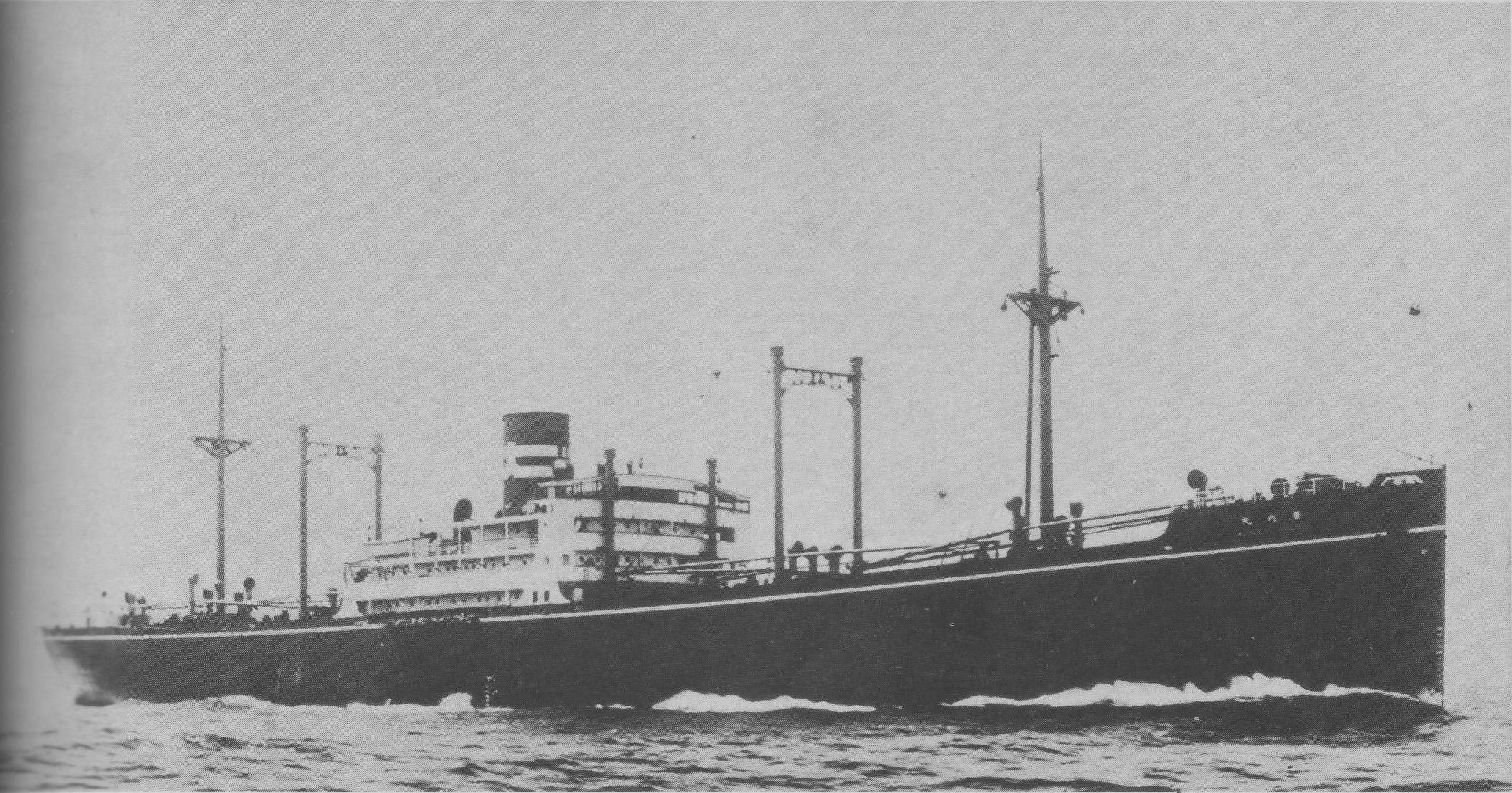
畿内丸

1923年（大正12年）9月に関東大震災が発生、その後の復興需要で不況は脱したものの、悪化してゆく支那情勢など依然、曙光を見いだせない状態が続いたが、あくまで大阪商船は航路拡大を行い、1925年（大正14年）に上海天津線（大阪/神戸-上海/天津）、1926年（大正15年）には大連台湾線（大連-神戸-基隆/高雄）、またアフリカ航路初の定期線としてアフリカ東海岸線（横浜/神戸-シンガポール-モンバサ/ダルエスサラーム）を開設、1928年（昭和3年）フィリピン線（神戸/横浜-マニラ）などを開設させていった。
また1925年（大正14年）9月には、大阪市北区宗是町1番地に「大阪ビルヂング」を建設、本店を移転させた。「ダイビル」の愛称で長年親しまれたこのビルは、2013年に「ダイビル本館」に建替えられ、低層部は往年の面影を残したままである。
1930年（昭和5年）、世界恐慌のあおりで日本の海運業はまたしても重大な打撃を受け、大阪商船も25年ぶりに無配転落という深刻な状況に陥った。
翌1931年（昭和6年）になると事態は好転するどころか、満州事変に伴う支那方面での排日運動激化や、英国の金本位制の廃止などでますます深刻な状態となり、大阪商船も生き残りを図るために日本郵船との協定、いわゆる「郵商協約」を行った。
これは過度の競争を排除してきた従来の協定を強化したもので、日本郵船が欧州、北米について優先的に航路を掌握するかわりに、大阪商船が南米、近海について優先的に航路を掌握するという「世界分割計画」というべきもので、以後、日本海運図はこの協定により塗り分けられることとなった。
大阪商船はこの協約でピューゼットサウンド線（香港タコマ線の改良）、サンフランシスコ線などを廃止するが、この航路に配船されていた優秀船舶を近海航路に移し、また日本郵船との共同運航となったニューヨーク直航線（神戸/横浜-ニューヨーク）に「畿内丸」など高速船を配備し、従来の48日から28日に航海を短縮するなど、航路の充実を図った。さらに南米航路の南米線を世界一周航海（横浜/神戸-シンガポール-ダーバン-サントス-ブエノスアイレス-パナマ-横浜/神戸）とし、また多くの日本人移民の輸送を担い、大阪商船の代名詞ともいうべき事業となっていった。

### 優秀船建造

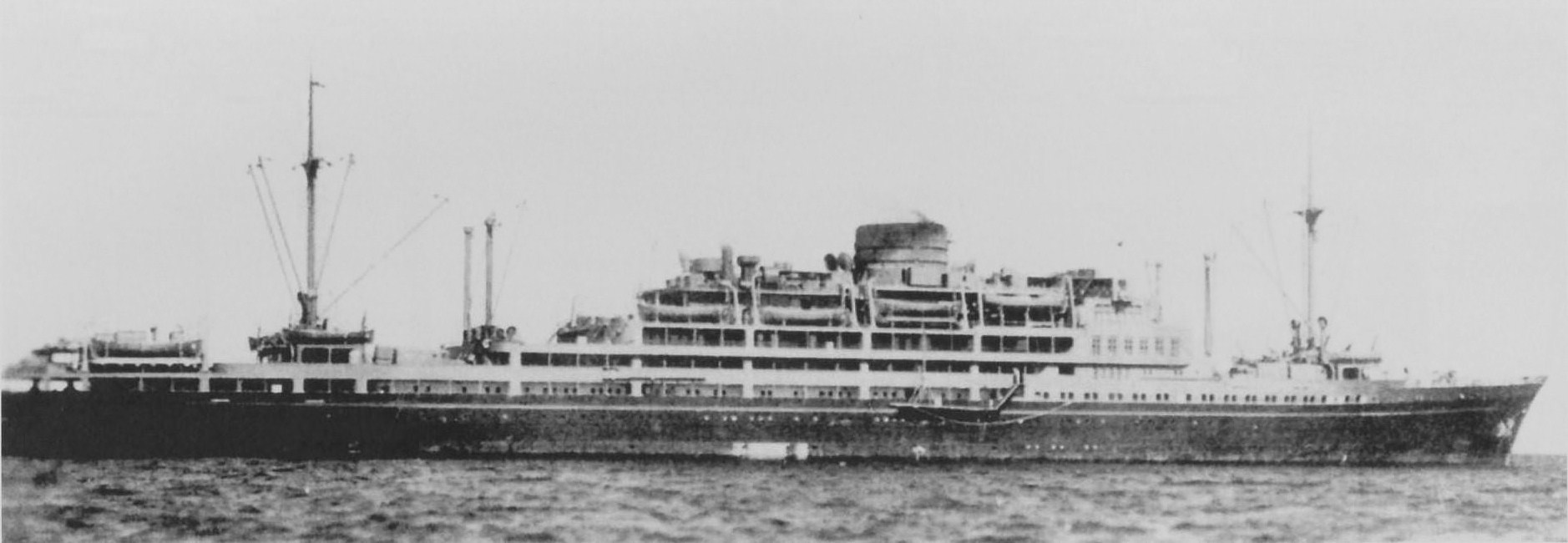
ぶら志゛る丸（初代）

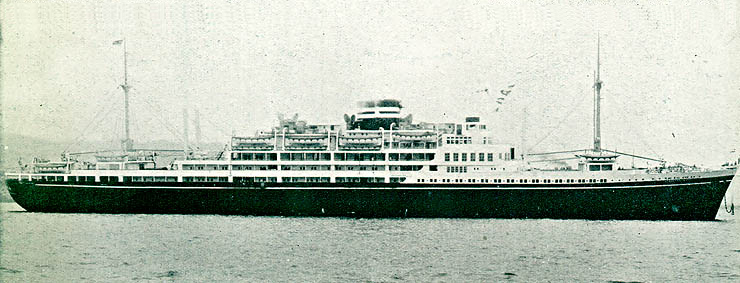
あるぜんちな丸（初代）

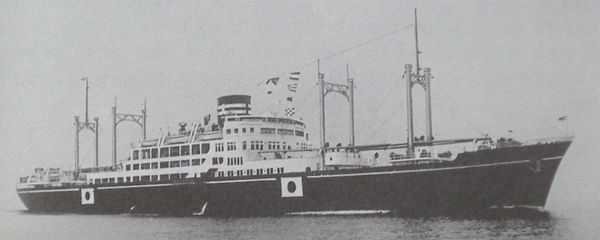
報國丸

1932年（昭和7年）、日本政府は老朽船を整理し、代わりに優秀な新造船の建造補助を行う船舶改善助成施設を実施、老朽船94隻40万総トンを解体し、「浅間丸」「氷川丸」（ともに日本郵船）など31隻20万総トンを建造、さらに1935年（昭和10年）、1936年（昭和11年）にも第2回、第3回助成施設が実施され、それぞれ8隻5万1千総トン、9隻5万1千総トンの新造が行われた。
大阪商船では助成施設により「かんべら丸」「東京丸」「盤谷丸」「西貢丸」を建造、豪州航路や南洋（東南アジア）航路の拡充を行った。
1937年（昭和12年）には優秀船舶建造助成施設が実施された。これは従来の老朽船の更新が目的ではなく、軍事転用を考慮した優秀船舶の建造が目的の戦時色の強いもので、貨客船12隻15万総トン、その他16隻14万総トンという大規模な計画であった。
大阪商船はこの助成施設により、南米航路向けの「ぶら志゛る丸（初代）」「あるぜんちな丸（初代）」、アフリカ航路向けの「報國丸」「愛國丸」「興國丸」の建造を開始した。

### 大戦迫る
1935年（昭和10年）、オランダ領東インドにおけるオランダとの対立が先鋭化し、これに対抗すべく大阪商船、日本郵船、石原産業などが結集して南洋海運が設立、1939年（昭和14年）には排日運動の激化に伴い大阪商船、日本郵船、日清汽船が合同し東亜海運が設立、1940年（昭和15年）7月には外国用船を管理する帝国船舶が設立されるなど、次第に統制色が強まっていき、ついに同年11月、海運の自由競争が停止となり、「企業」としての活動を停止することとなった。
航路については1940年（昭和15年）5月、欧州の戦局激化に伴い日本欧州線が中止、7月にアフリカ航路、9月には南米航路、1941年（昭和16年）年7月にはパナマ運河の通航が禁止となりニューヨーク直航線が、さらに対日資産凍結を受けて豪州航路、インド航路などが相次いで中止、あわせて世界各地の支店も廃止となり、大阪ハイフォン線（大阪/神戸-ハイフォン）、大阪大連線など近海航路を残すのみとなった。

### 太平洋戦争
開戦5ヶ月目の1942年（昭和17年）年4月、軍徴用船を除く1000トン以上の鋼製の全船舶は政府に徴用され、船舶運営会の管理に置かれることとなった。大阪商船は運航実務者として船舶の運航実務を担うとともに、第二班の班長会社として中小汽船会社の指導を行い、1943年（昭和18年）11月には、船舶運営会による船舶運航体制緊急整備要領に基づき、国際汽船、北日本汽船、原田汽船を吸収合併し、絶望的な軍事輸送作戦に従事していった。また徴用された船舶のなかには「あるぜんちな丸（初代）」や「報国丸」のように、航空母艦や巡洋艦として改造されたものもあった。
大阪商船の1942年（昭和17年）年1月の時点の保有船舶は171隻59万総トン。大戦中の増加は、新造が82隻34万6000総トン（うち戦時標準船73隻28万6000総トン）、合併による追加が77隻23万総トン、また外地での新造が12隻1万8000総トン、合計171隻59万4000総トン。対して大戦中の減少は、戦没が219隻99万総トン、海難・解体などが15隻14万総トン、合計234隻113万総トン。したがって終戦時には保有船舶108隻5万4000総トンとなり、しかもそのほとんどが小型貨物船という、完全な壊滅状態となった。

### 会社再建
終戦後、1946年（昭和21年）にGHQの主導のもと、持株会社整理委員会より大阪商船は第二次指定を受けたため子会社を清算し、また公職追放令により多くの役員が会社を去り、同年中には大泊、京城、香港、昭南など日本統治下であった海外支店を廃止し、海外資産をいったんすべて清算した。
一方でGHQは日本の民主的な経済復興と自立を重視し、戦後の混乱のさなか、GHQ公認の民間商船管理委員会となった船舶運営会の管理の下で、大阪商船は引揚げ事業、日本国内の物資輸送、九州からの石炭輸送、またバーレーン島からの重油輸送、インドからの鉄鉱石輸送などを担い、会社再建の歩みをはじめた。なおこれらの事業は船舶不足により、米国からリバティ船を借受けるなどして実施された。そして1948年（昭和23年）には戦後初の定期線として青森室蘭線（青森-室蘭）を開設させた。
船舶不足により逼迫した運航状況であったが、一方で1947年（昭和22年）より政府主導の計画造船を活用し、1950年（昭和25年）の第5次計画にて「あめりか丸（二代）」「あふりか丸（二代）」を建造させるなど、着実に船舶を増強させていった。

### 世界展開復活

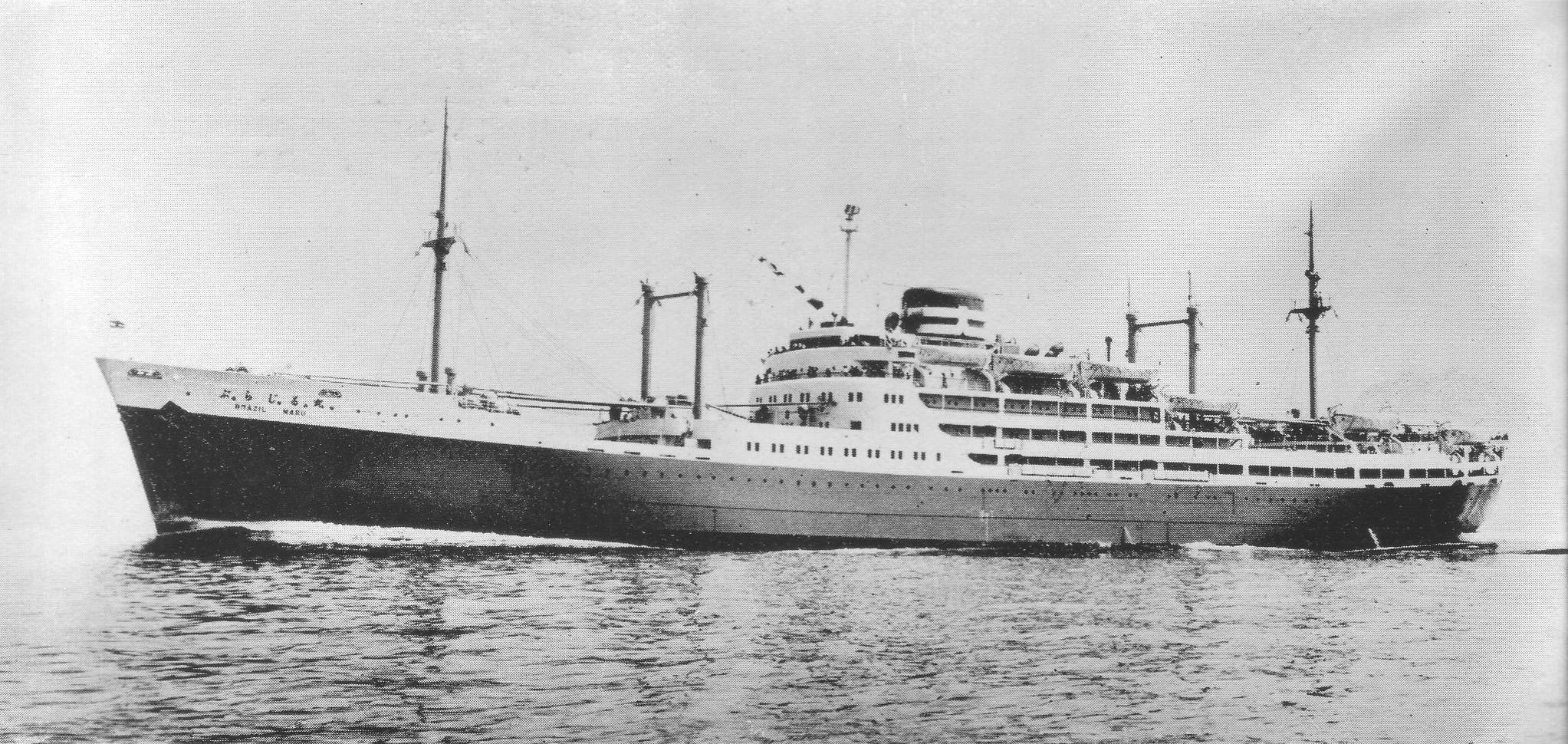
ぶらじる丸（二代）

1950年（昭和25年）には船舶運営会が解散し、自主自営の下で船舶を運航させることができ、また朝鮮特需により日本経済も上向いていった。同年には大阪留萌線（大阪/神戸-門司-新潟-小樽/留萌）、東京室蘭線（東京-室蘭）、さらに戦後初の海外定期線として京浜沖縄線（川崎-名瀬/那覇）、大阪沖縄線（大阪/神戸-名瀬/那覇）を開設させた。
これ以降、大阪商船は戦前にも劣らない積極的な航路拡大を進めていく。1951年（昭和26年）に大阪朝鮮線（大阪/神戸-釜山/仁川）、バンコク線（横浜/神戸-バンコク）、ラングーン・カルカッタ線（横浜/神戸-シンガポール-ラングーン-カルカッタ）、ボンベイ・カラチ線（横浜/神戸-シンガポール-ボンベイ-カラチ）、東南アフリカ線（横浜/神戸-シンガポール-モンバサ-ダーバン/ケープタウン）を開設させ、また同年には、西航南米線を再開、後に再開される東航南米線とともに戦後日本人移民の輸送を担った。1952年（昭和27年）にニューヨーク線、フィリピン線を再開、豪州ニュージーランド線（横浜/神戸-シドニー/オークランド）を開設させた。このニューヨーク線には、先に紹介した「あめりか丸（二代）」「あふりか丸（二代）」を就航させている。1953年（昭和28年）に大阪台湾線を再開、東航欧州線（神戸/横浜-パナマ-ロンドン/ロッテルダム）を開設、1954年（昭和29年）には東航南米線を再開させた。1956年（昭和31年）6月には東航欧州線を打切り、スエズ経由の欧州線を再開させたが、同年11月にはじまった第二次中東戦争によるスエズ運河閉鎖に伴い、欧州線は再びパナマ運河経由となった。この動乱により海運市況は暴騰し、「スエズブーム」と呼ばれた。1957年（昭和32年）に米西海岸線（神戸/横浜-サンフランシスコ/ロサンゼルス）、メキシコ湾線（神戸/横浜-パナマ-ヒューストン/ニューオーリンズ）を開設、1958年（昭和33年）には北米太平洋線（神戸/横浜-バンクーバー/シアトル/タコマ）を開設させ、戦後日本の経済成長とともに、世界全域へ躍進していった。
船舶についても、引続き計画造船を活用し、新造させていった。1952年（昭和28年）には第8次計画として「さんとす丸（二代）」を、1954年（昭和29年）には第9次計画として「ぶらじる丸（二代）」を、1958年（昭和33年）には第13次計画として「あるぜんちな丸（二代）」を新造させるなど、船舶の増強につとめた。

### 三井船舶との合併
戦後日本の経済成長にあわせ、業績を伸ばしてきた大阪商船であったが、戦後十数年の間でも、朝鮮特需、その後の不況、スエズブーム、また海運不況と、日々変化する海運市況への対応、巨大資本主導の世界的な海運会社集約への対策、またそれら外的要因を考慮しつつ、将来を見据えての船舶新造を含めた事業展望と、さらなる経営の変革と合理化の必要に迫られていた。1958年（昭和33年）に不況対策推進委員会を社内に設置し、企業合理化計画を作成、また1960年（昭和35年）には企業強化計画を作成し、経営改革、業績改善を推進めることとなった。その計画の一環として、東京へ本店の各部署を移行させていった。そのようななか、過当競争による海運業界の混乱、さらには破綻を避けるため、運輸省主導での業界再編、海運集約の機運も高まっていった。1963年（昭和38年）6月には、「海運業の再建整備に関する臨時措置法（海運業整備臨時措置法）」、「外航船舶建造融資利子補給及び損失補償法（外航船舶建造融資利子補給法）及び日本開発銀行に関する外航船舶建造融資利子補給臨時措置法（開銀利子補給法）の一部を改正する法律」という、いわゆる「海運二法」が成立し、各海運会社ともこの助成を受け、生残りを図ろうと、合併を模索することとなった。大阪商船は当初、かつては大阪商船の子会社でもあった日東商船と、同じ関西の海運会社である大同海運との3社合併を進めていたが、条件面で対立した。一方、のちの合併相手となる三井船舶は三井銀行と第一銀行とのあっせんにより、川崎汽船との合併を模索していたが、こちらも条件面で妥協の道を見出せないでいた。そのような情況のさなか、大阪商船と三井船舶は水面下でお互いの合併を模索し、先に進めてきた他社との合併交渉が不調に終わったこともあり、1963年（昭和38年）12月19日に合併契約書に調印。1964年（昭和39年）4月1日、大阪商船三井船舶株式会社を発足させた。

## 頭取/社長
- 広瀬宰平（初代頭取）
- 河原信可
- 田中市兵衛
- 中橋徳五郎
- 堀啓次郎
- 村田省蔵
- 岡田永太郎
- 伊藤武雄